# 因蘭 (內布拉斯加州)
因蘭（英語：Inland）是位於美國內布拉斯加州克萊縣的普查規定居民點。

## 歷史
因蘭的郵局自1879年營運至今。

## 人口
根據2020年美國人口普查的數據，因蘭的面積為0.42平方千米，皆為陸地。當地共有人口58人，而人口密度為每平方千米138.1人。